# بوزريده
بوزريده هي قرية لبنانية من قرى قضاء عاليه في محافظة جبل لبنان. تبعد عن بيروت مسافة 30 كلم وترتفع عن سطح البحر مسافة 320 م.